# نائیر تیکنیزیان
نائیر اوگانسی تیکنیزیان (ارمنی: Նաիր Տիկնիզյան؛ روسی: Наир Оганесович Тикнизян؛ زادهٔ ۱۲ مهٔ ۱۹۹۹ در سن پترزبورگ) بازیکن فوتبال در پست مدافع اهل ارمنستان-روسیه است.

## باشگاهی
از باشگاه‌هایی که در آن بازی کرده‌است می‌توان به باشگاه فوتبال زسکا مسکو اشاره کرد.
تا تاریخ match played ۸ آوریل ۲۰۲۱
| باشگاه                | فصل          | لیگ            | لیگ     | لیگ  | جام حذفی | جام حذفی | فاره‌ای | فاره‌ای | سایر   | سایر | مجموع  | مجموع |
| باشگاه                | فصل          | دسته           | بازی ها | گل‌ها | بازی‌ها   | گل‌ها     | بازی‌ها | گل‌ها   | بازی‌ها | گل‌ها | بازی‌ها | گل‌ها  |
| --------------------- | ------------ | -------------- | ------- | ---- | -------- | -------- | ------ | ------ | ------ | ---- | ------ | ----- |
| زسکا مسکو             | ۲۰۱۶–۱۷      | لیگ برتر روسیه | ۰       | ۰    | ۰        | ۰        | ۰      | ۰      | ۰      | ۰    | ۰      | ۰     |
| زسکا مسکو             | ۲۰۱۷–۱۸      | لیگ برتر روسیه | ۰       | ۰    | ۱        | ۰        | ۰      | ۰      | -      | -    | ۱      | ۰     |
| زسکا مسکو             | ۲۰۱۸–۱۹      | لیگ برتر روسیه | ۰       | ۰    | ۱        | ۰        | ۰      | ۰      | -      | -    | ۱      | ۰     |
| زسکا مسکو             | ۲۰۱۹–۲۰      | لیگ برتر روسیه | ۵       | ۰    | ۱        | ۰        | ۰      | ۰      | -      | -    | ۷      | ۰     |
| زسکا مسکو             | ۲۰۲۰–۲۱      | لیگ برتر روسیه | ۲۲      | ۱    | ۱        | ۰        | ۵      | ۰      | -      | -    | ۲۸     | ۱     |
| زسکا مسکو             | Total        | Total          | ۲۷      | ۱    | ۴        | ۰        | ۵      | ۰      | ۰      | ۰    | ۳۶     | ۱     |
| Avangard Kursk (قرضی) | ۲۰۱۹–۲۰      | لیگ دسته اول   | ۲       | ۰    | ۰        | ۰        | -      | -      | -      | -    | ۲      | ۰     |
| Career total          | Career total | Career total   | ۲۹      | ۱    | ۴        | ۰        | ۵      | ۰      | ۰      | ۰    | ۳۸     | ۱     |

## تیم ملی
وی همچنین در تیم‌های ملی فوتبال Russia national under-19 football team, زیر ۲۱ سال روسیه و تیم ملی فوتبال ارمنستان بازی کرده‌است.

## نگارخانه

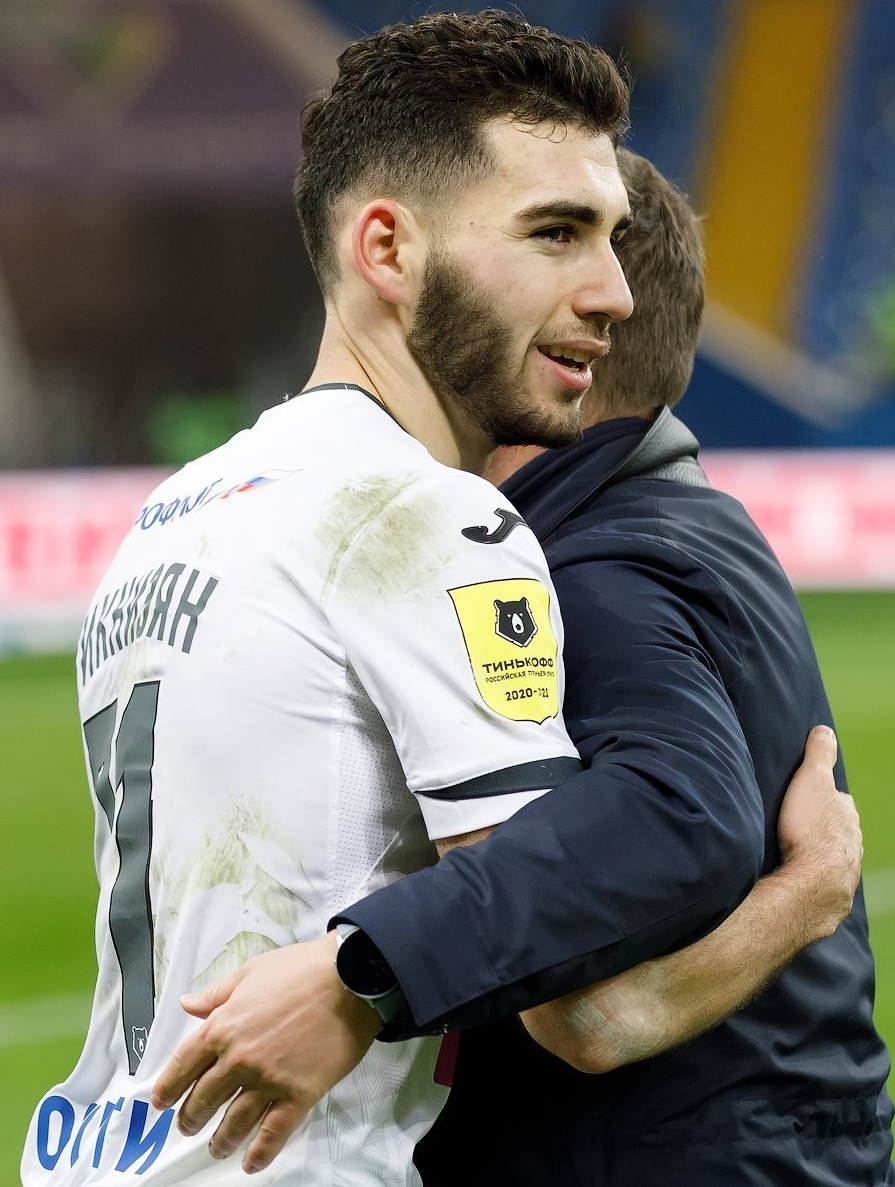
تیکنیزیان در ترکیب زسکا مسکو (۲۰۲۰)
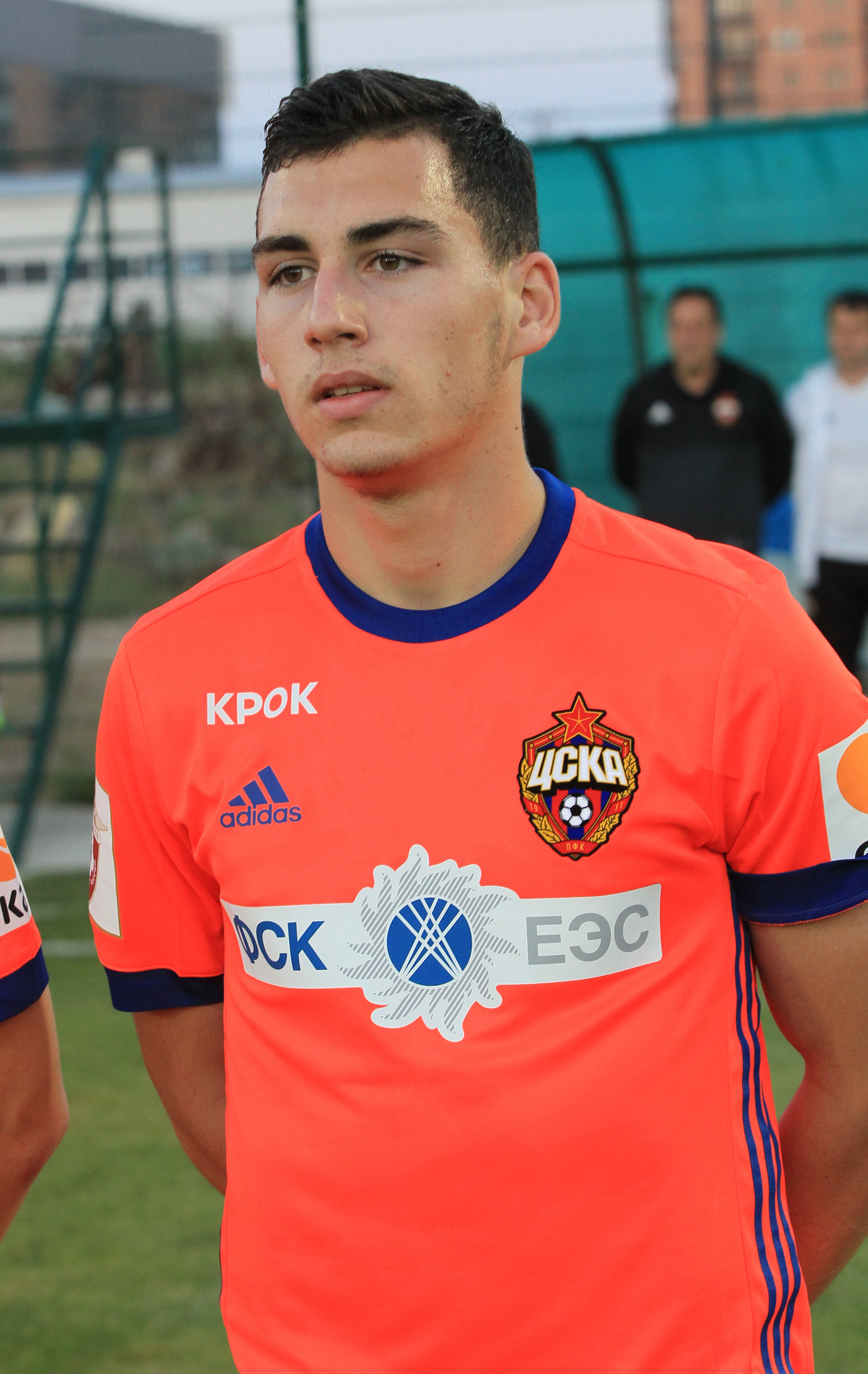